# Catedral de Nuestra Señora de la Candelaria (Corumbá)
La Catedral de Nuestra Señora de la Candelaria  (en portugués: Catedral Nossa Senhora da Candelária o Igreja Matriz de N. Sra. da Candelária) es una iglesia que se encuentra en el centro de Corumbá, estado de Mato Grosso do Sul, en el país sudamericano de Brasil. Es el lugar donde se aloja patrona de la ciudad (Nuestra Señora de la Candelaria). Un escudo de la Corona portuguesa se encuentra en su altar. Es la catedral de la diócesis de Corumbá.
Fue construida en 1885 por el predicador imperial y vicario de Vara, Frei Mariano Bagnaia. La iglesia, según algunos historiadores, fue objeto de una gran controversia en el momento debido a que Frei, creyendosé héroe de la Guerra contra Paraguay, y por haber sobrevivir a la tortura impuesta por los paraguayos, decidió construir la iglesia en su honor. El obispo no estuvo de acuerdo y dice la leyenda, Mariano habría arrojado una maldición, la maldición de la ciudad será el estancamiento y la pobreza durante 100 años hasta que fueron descubiertas las sandalias de Mariano, enterrados en un lugar desconocido. Coincidencia o no, algunos relacionan el que hecho que la ciudad sufre un estancamiento económico desde el final del comercio fluvial con este acontecimiento. La iglesia fue inaugurada en 1887, con la solemnidad del rito romano.